# إيلفينا إيبرو
إيلفينا إيسيفري إيبرو (بالإنجليزية: Elvina Esewvre Ibru)‏ هي مُمثلة سينمائية وشخصية تلفزيونية نيجيرية من مواليد ولاية دلتا.

## وصلات خارجية
- إيلفينا إيبرو على موقع IMDb (الإنجليزية)